# Рутковский, Владимир Григорьевич
Владимир Григорьевич Рутко́вский (укр. Володимир Григорович Рутківський; 18 апреля 1937 — 31 октября 2021) — украинский детский писатель, поэт и журналист.

## Биография
Родился 18 апреля 1937 года в селе Крестителево (ныне Золотоношский район, Черкасская область, Украина) в учительской семье. Отец будущего писателя был поляком, а мать украинкой. С начала 1960-х годов живет в Одессе. Выпускник Одесского политехнического института (сейчас — Одесский национальный политехнический университет). Работал на суперфосфатном заводе, с конца 1960-х годов — журналистом на областном радио и в газете «Одесские известия».
С 1973 года жил и учился в Москве на Высших литературных курсах при Литинституте имени А. М. Горького.
По результатам традиционного конкурса, который с 2005 года проводит британская медиакорпорация «Би-би-си» роман «Синие Воды» признан лучшим художественным произведением 2011 года на Украине.
Член одесской организации Национального союза писателей Украины с 1969 года. Избирался ответственным секретарём Одесской организации.
Скончался 31 октября 2021 года.

## Творчество
Начинал как поэт. Дебютировал в 1966 году сборником «Краплини сонця». Автор поэтических сборников:
- «Капли солнца» / «Краплини сонця» (1966),
- «Плоты» / «Плоти» (1968),
- «Воздух на двоих» / «Повітря на двох» (1973),
- «Откройте Богданково окно» / «Відчиніть Богданкове вікно»,
- «Равновесие» / «Рівновага» (1977),
- «Знак глубины» / «Знак глибини» (1987),
- «День живой воды» / «День живої води».

Наиболее известные детские произведения Рутковского:
- «Гости на метле»
- «Аннушка» (1977)
- «Бухтик из тихой заводи» (1981)
- «Каникулы в Вороновке»
- «Палатки над речкой»
- «Сторожевая застава» (1991)
- «Потерчата» (о периоде немецкой оккупации в годы Великой Отечественной войны)
- «Синие Воды» (двухтомный исторический роман о знаменитом сражении между татаро-монголами и литовско-русскими войсками князя Ольгерда на реке Синие Воды (она же Синюха) в 1362 году, в котором литовцы одолели кочевников.)
- «Слуга Бабы-Яги»
- тетралогия «Джуры»[2] (2007—2010).
- В 2016 году украинские-российская группа компаний «Star Media» начала работу над новым полнометражным исторически приключенческим фильмом «Джури козака Швайки» в жанре исторический экшн с элементами мистики и детектива по мотивам одноименного романа Владимира Рутковского. Сценарий вместе с Рутковским написала известная автор детективов и сценарист Ирен Роздобудько.
- Щирик со Змеевой горы (2018)

## Награды и премии
- Премия имени Виктора Близнеца
- Премия имени Николая Трублаини (1991)
- Премия Кабинета Министров Украины имени Леси Украинки за литературно-художественные произведения для детей и юношества в 2002 году (за повесть-легенду «Сторожевая застава»)
- Национальная премия Украины имени Тараса Шевченко (2012) — за историческую трилогию для детей «Джуры»[3]

## Экранизации
1. 2017 — «Сторожевая застава» (реж. Юрий Ковалёв[укр.])